# Švédská cena za fotografickou publikaci

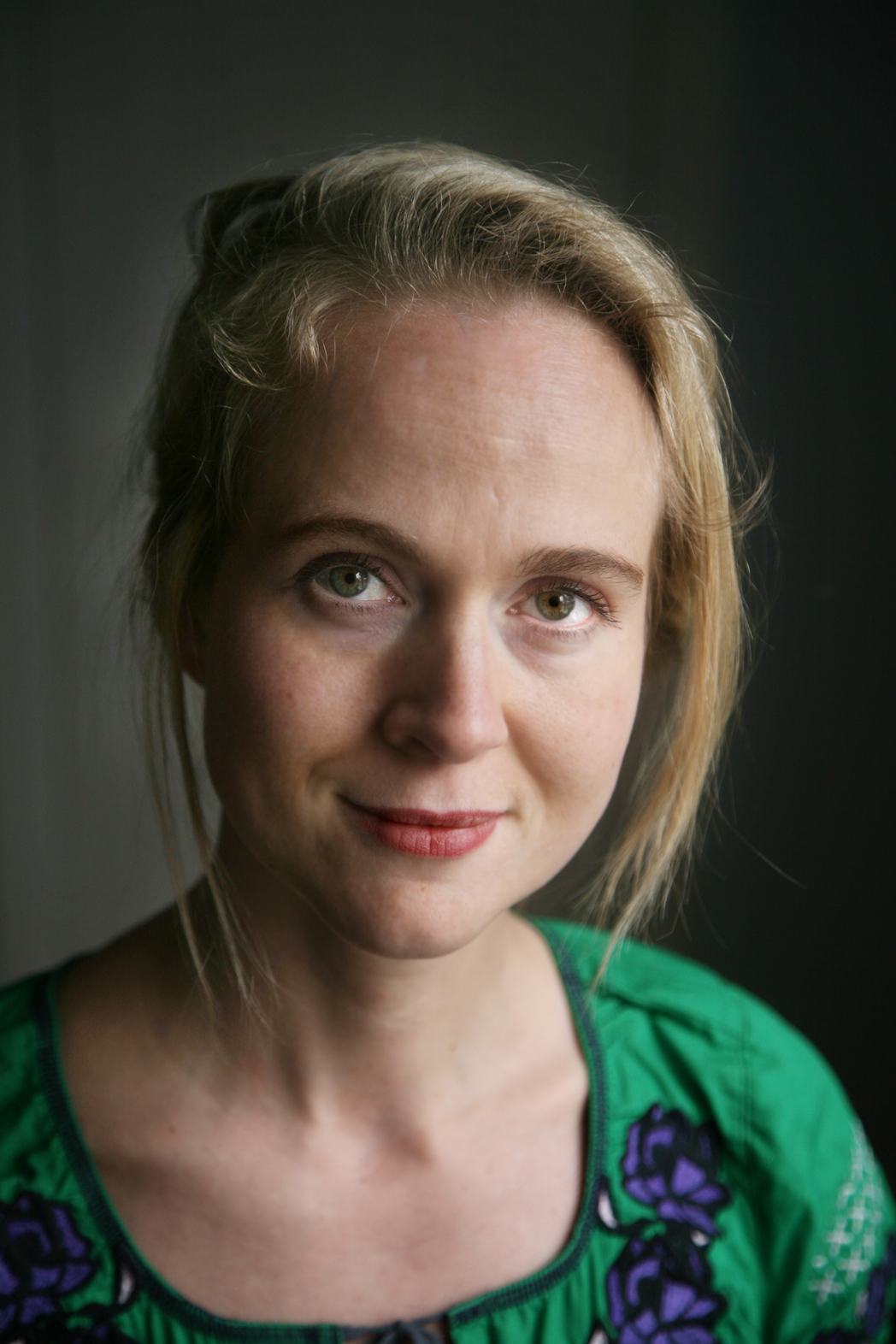
V roce 2006 získala ocenění fotografka Anna Clarénová za cyklus Holding

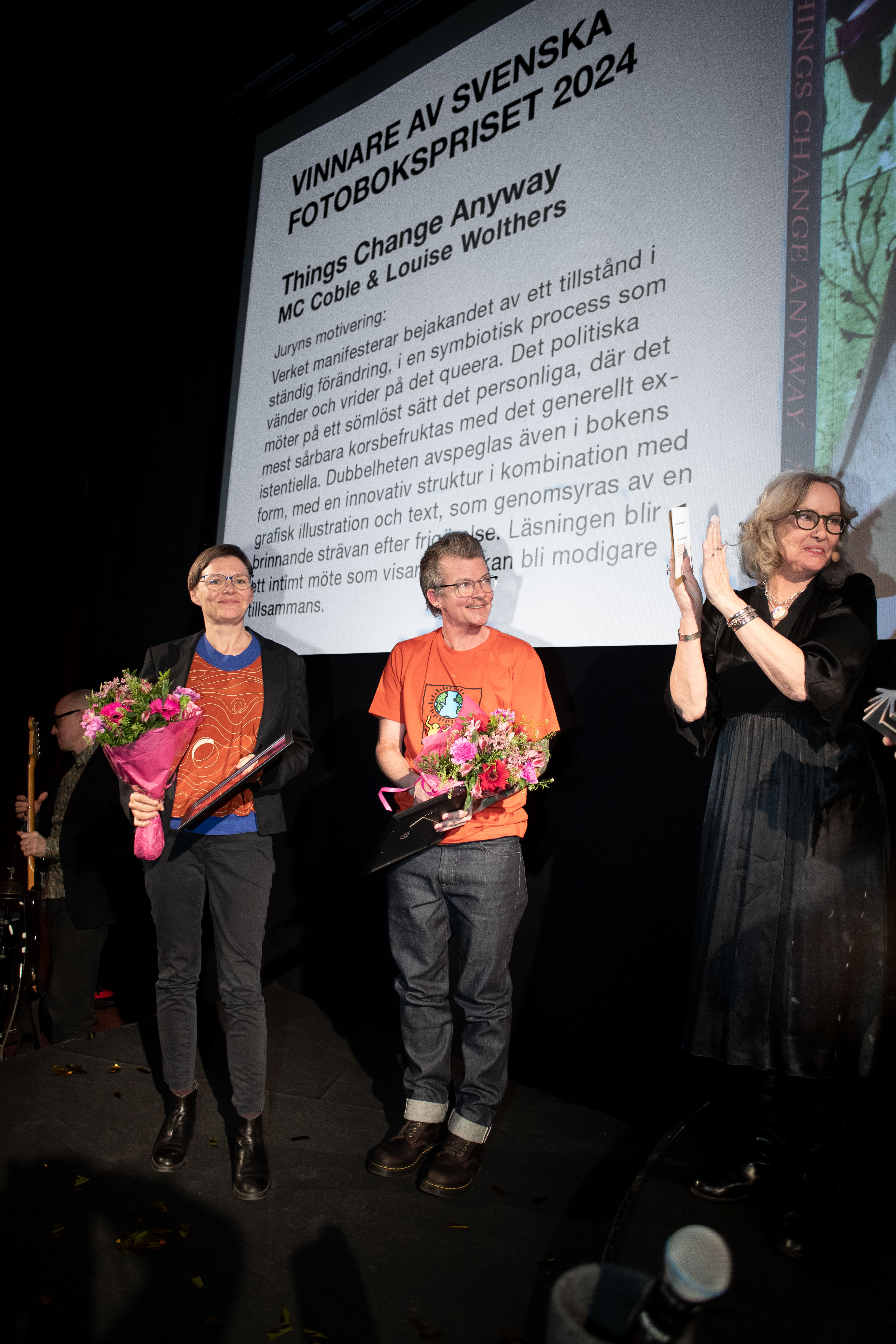
MC Coble a Louise Wolthersová, vítězky Švédské ceny za fotoknihu 2024, s moderátorkou Ewou Stackelberg, Bio Rio, Stockholm, 20. března 2024

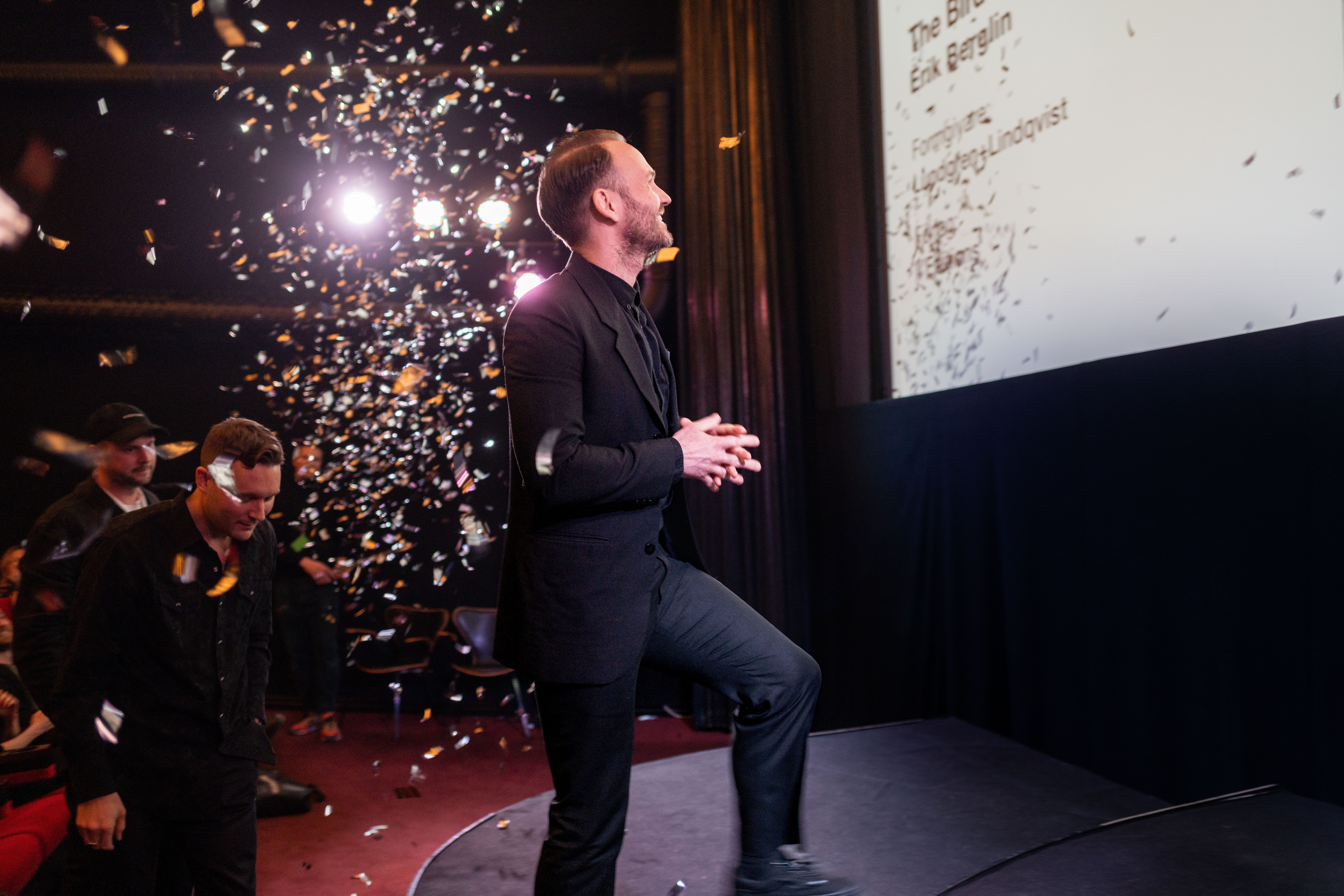
Erik Berglin, vítěz Švédské ceny za fotoknihu, v Indio Studios 16. března 2022

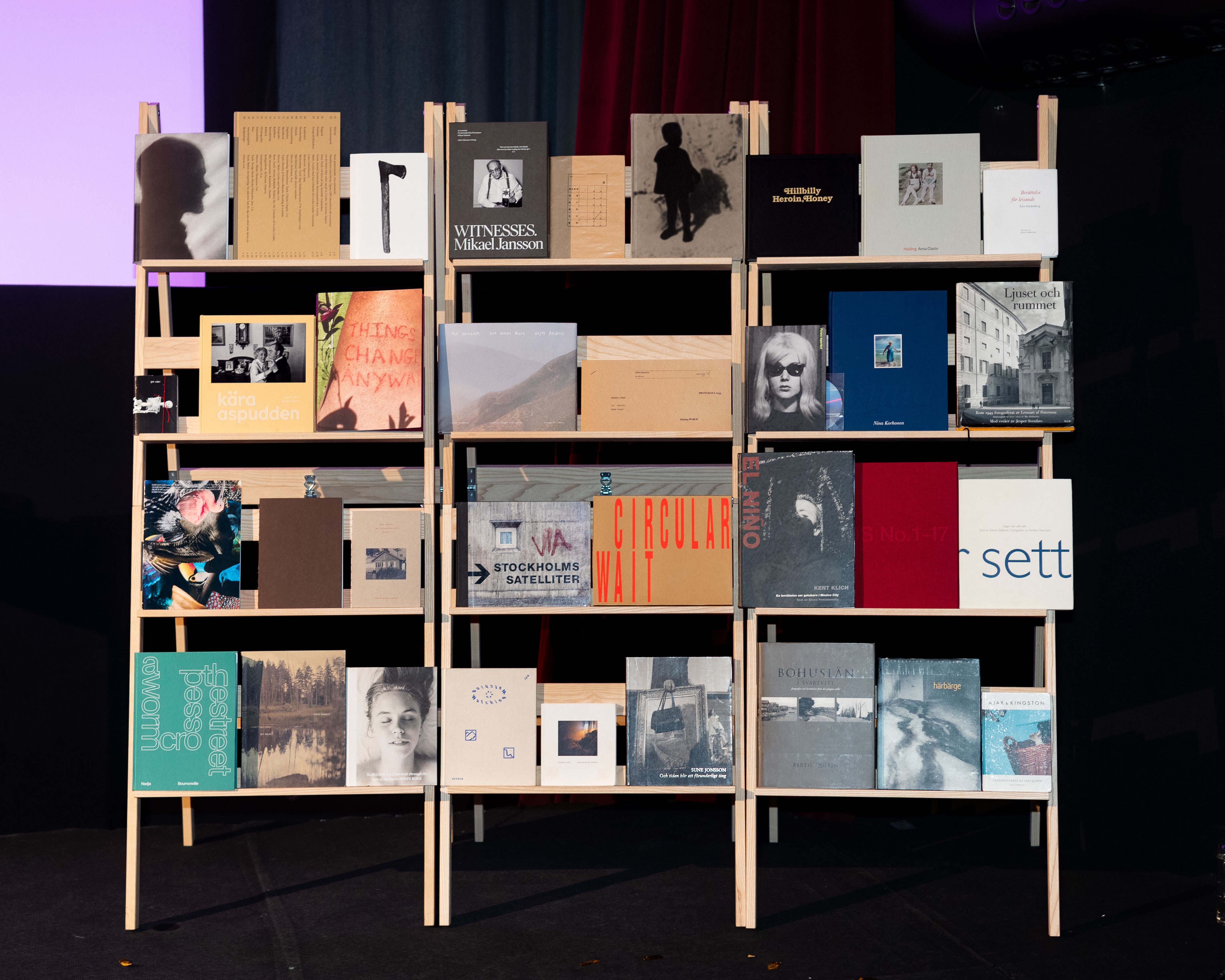
Švédské ceny za fotoknihu 2024; nominované knihy na Švédskou cenu za fotoknihu 2024, vítěz Lilla Fotobokspriset a vítězné knihy z let 1996–2022 v kině Bio Rio, Stockholm, 2024

Švédská cena za fotografickou publikaci je fotografické ocenění, které od roku 1996 pravidelně uděluje Švédská fotografická společnost. Vítězný fotograf obdrží 40 000 švédských korun (2025), vydavatelé a designéři diplom. Každý nominovaný obdrží 10 000 švédských korun. Každý rok se vybírá porota v jiném složení.

## Vítězové
- 1996: Anders Petersen
- 1997: Lars Sundh
- 1998: Jan Henrik Engström
- 1999: Kent Klich
- 2000: Per Skoglund
- 2001: Ewa Stackelberg
- 2002: Bertil Quirin
- 2003: Anders Krisár
- 2004: Nina Korhonen
- 2005: Lennart af Petersens, Åke Hedström
- 2006: Anna Clarénová za cyklus Holding
- 2007: Sune Jonsson
- 2008: Trinidad Carillo za Naina and the Sea of Wolves
- 2009: Kent Klich za Picture Imperfect
- 2010: Hannah Modigh za Hillbilly Heroin, Honey
- 2011: Maria Miesenberger za Sverige/Schweden (Švédsko)
- 2012: Inka Lindergård a Niclas Holmström za Watching Humans Watching
- 2013: Björn Larsson za Brandplats 3
- 2014: Anna Strand za Nagoya Notebook
- 2015: cena nebyla udělena
- 2016: Martina Hoogland Ivanow za Satellite + Circular Wait + Second Nature
- 2017: Kalle Assbring za Fadern, Sonen och Göran
- 2018: Jenny Rova za Älskling – A self-portrait through the eyes of my lovers
- 2019: Mikael Jansson
- 2020: Maja Daniels
- 2021: cena byla udělena třem fotografům:
  - Xenia Nikolskaya za Dům, který postavil můj dědeček; vydavatel: Nikolskaya-Lund; forma: Amparo Baquerizas; text: Xenia Nikolskaya
  - Martin Bogren za Hollow; vydavatel: Adamanthea Publishing; forma: Laure Gilquin; text: Caroline Bénichou
  - Nadja Bournonville za  A worm crossed the street (Červ přešel ulici); vydavatel: edice Fotohof; forma: Joachim Bartsch; text: báseň Abeceda od Inger Christensen
- 2022: Erik Berglin
- 2023: Cato Lein za Northern Silence; úvod: André Frère Éditions; forma: João Lineu a Fernanda Fajardo; text: Sophie Allgårdh
- 2024: MC Coble a Louise Wolthersová za Things change anyway; vydavatelství: Breadfield Press, vydavatel [asterisk]; formát: MC Coble, Louise Wolthers spolupráce: Tiny Enghoff; ilustrace: MC Coble, text: Louise Wolthers.[2]
- 2025: Ela Polkowska za Splinter, nakladatelství: Blackbook Publications; grafická úprava: Ania Nałęcka-Milach[3]